# Llista d'asteroides/88101–88200
| Nom     | Designació provisional | Data de descobriment | Lloc de descobriment | Descobridor/s |
| ------- | ---------------------- | -------------------- | -------------------- | ------------- |
| 88101 - | 2000 WV77              | 20 de novembre, 2000 | Socorro              | LINEAR        |
| 88102 - | 2000 WA79              | 20 de novembre, 2000 | Socorro              | LINEAR        |
| 88103 - | 2000 WJ81              | 20 de novembre, 2000 | Socorro              | LINEAR        |
| 88104 - | 2000 WT81              | 20 de novembre, 2000 | Socorro              | LINEAR        |
| 88105 - | 2000 WZ88              | 21 de novembre, 2000 | Socorro              | LINEAR        |
| 88106 - | 2000 WD89              | 21 de novembre, 2000 | Socorro              | LINEAR        |
| 88107 - | 2000 WJ91              | 21 de novembre, 2000 | Socorro              | LINEAR        |
| 88108 - | 2000 WO96              | 21 de novembre, 2000 | Socorro              | LINEAR        |
| 88109 - | 2000 WF97              | 21 de novembre, 2000 | Socorro              | LINEAR        |
| 88110 - | 2000 WK98              | 21 de novembre, 2000 | Socorro              | LINEAR        |
| 88111 - | 2000 WJ101             | 25 de novembre, 2000 | Socorro              | LINEAR        |
| 88112 - | 2000 WF103             | 26 de novembre, 2000 | Socorro              | LINEAR        |
| 88113 - | 2000 WT107             | 20 de novembre, 2000 | Socorro              | LINEAR        |
| 88114 - | 2000 WW107             | 20 de novembre, 2000 | Socorro              | LINEAR        |
| 88115 - | 2000 WD116             | 20 de novembre, 2000 | Socorro              | LINEAR        |
| 88116 - | 2000 WN132             | 19 de novembre, 2000 | Socorro              | LINEAR        |
| 88117 - | 2000 WV132             | 19 de novembre, 2000 | Socorro              | LINEAR        |
| 88118 - | 2000 WQ134             | 19 de novembre, 2000 | Socorro              | LINEAR        |
| 88119 - | 2000 WX134             | 19 de novembre, 2000 | Socorro              | LINEAR        |
| 88120 - | 2000 WF139             | 21 de novembre, 2000 | Socorro              | LINEAR        |
| 88121 - | 2000 WD140             | 21 de novembre, 2000 | Socorro              | LINEAR        |
| 88122 - | 2000 WL140             | 21 de novembre, 2000 | Socorro              | LINEAR        |
| 88123 - | 2000 WV141             | 20 de novembre, 2000 | Anderson Mesa        | LONEOS        |
| 88124 - | 2000 WV142             | 20 de novembre, 2000 | Anderson Mesa        | LONEOS        |
| 88125 - | 2000 WU145             | 22 de novembre, 2000 | Haleakala            | NEAT          |
| 88126 - | 2000 WW145             | 23 de novembre, 2000 | Haleakala            | NEAT          |
| 88127 - | 2000 WY146             | 28 de novembre, 2000 | Haleakala            | NEAT          |
| 88128 - | 2000 WH152             | 27 de novembre, 2000 | Socorro              | LINEAR        |
| 88129 - | 2000 WN152             | 29 de novembre, 2000 | Socorro              | LINEAR        |
| 88130 - | 2000 WM153             | 29 de novembre, 2000 | Socorro              | LINEAR        |
| 88131 - | 2000 WV153             | 30 de novembre, 2000 | Socorro              | LINEAR        |
| 88132 - | 2000 WF155             | 30 de novembre, 2000 | Socorro              | LINEAR        |
| 88133 - | 2000 WO158             | 30 de novembre, 2000 | Kitt Peak            | Spacewatch    |
| 88134 - | 2000 WZ160             | 20 de novembre, 2000 | Anderson Mesa        | LONEOS        |
| 88135 - | 2000 WD165             | 22 de novembre, 2000 | Haleakala            | NEAT          |
| 88136 - | 2000 WL170             | 24 de novembre, 2000 | Anderson Mesa        | LONEOS        |
| 88137 - | 2000 WY171             | 25 de novembre, 2000 | Socorro              | LINEAR        |
| 88138 - | 2000 WD172             | 25 de novembre, 2000 | Socorro              | LINEAR        |
| 88139 - | 2000 WP172             | 25 de novembre, 2000 | Socorro              | LINEAR        |
| 88140 - | 2000 WV173             | 26 de novembre, 2000 | Socorro              | LINEAR        |
| 88141 - | 2000 WE174             | 26 de novembre, 2000 | Socorro              | LINEAR        |
| 88142 - | 2000 WH175             | 26 de novembre, 2000 | Socorro              | LINEAR        |
| 88143 - | 2000 WN177             | 27 de novembre, 2000 | Socorro              | LINEAR        |
| 88144 - | 2000 WS181             | 25 de novembre, 2000 | Socorro              | LINEAR        |
| 88145 - | 2000 WT182             | 20 de novembre, 2000 | Anderson Mesa        | LONEOS        |
| 88146 - | 2000 WE183             | 30 de novembre, 2000 | Gnosca               | S. Sposetti   |
| 88147 - | 2000 WR183             | 28 de novembre, 2000 | Socorro              | LINEAR        |
| 88148 - | 2000 WB191             | 19 de novembre, 2000 | Anderson Mesa        | LONEOS        |
| 88149 - | 2000 XJ3               | 1 de desembre, 2000  | Socorro              | LINEAR        |
| 88150 - | 2000 XZ3               | 1 de desembre, 2000  | Socorro              | LINEAR        |
| 88151 - | 2000 XO4               | 1 de desembre, 2000  | Socorro              | LINEAR        |
| 88152 - | 2000 XP5               | 1 de desembre, 2000  | Socorro              | LINEAR        |
| 88153 - | 2000 XD6               | 1 de desembre, 2000  | Socorro              | LINEAR        |
| 88154 - | 2000 XJ6               | 1 de desembre, 2000  | Socorro              | LINEAR        |
| 88155 - | 2000 XN8               | 1 de desembre, 2000  | Socorro              | LINEAR        |
| 88156 - | 2000 XJ9               | 1 de desembre, 2000  | Socorro              | LINEAR        |
| 88157 - | 2000 XJ12              | 4 de desembre, 2000  | Socorro              | LINEAR        |
| 88158 - | 2000 XH14              | 4 de desembre, 2000  | Haleakala            | NEAT          |
| 88159 - | 2000 XA17              | 1 de desembre, 2000  | Socorro              | LINEAR        |
| 88160 - | 2000 XV17              | 4 de desembre, 2000  | Socorro              | LINEAR        |
| 88161 - | 2000 XK18              | 4 de desembre, 2000  | Socorro              | LINEAR        |
| 88162 - | 2000 XY19              | 4 de desembre, 2000  | Socorro              | LINEAR        |
| 88163 - | 2000 XS22              | 4 de desembre, 2000  | Socorro              | LINEAR        |
| 88164 - | 2000 XC24              | 4 de desembre, 2000  | Socorro              | LINEAR        |
| 88165 - | 2000 XJ24              | 4 de desembre, 2000  | Socorro              | LINEAR        |
| 88166 - | 2000 XN24              | 4 de desembre, 2000  | Socorro              | LINEAR        |
| 88167 - | 2000 XD25              | 4 de desembre, 2000  | Socorro              | LINEAR        |
| 88168 - | 2000 XM25              | 4 de desembre, 2000  | Socorro              | LINEAR        |
| 88169 - | 2000 XS25              | 4 de desembre, 2000  | Socorro              | LINEAR        |
| 88170 - | 2000 XW25              | 4 de desembre, 2000  | Socorro              | LINEAR        |
| 88171 - | 2000 XV26              | 4 de desembre, 2000  | Socorro              | LINEAR        |
| 88172 - | 2000 XD28              | 4 de desembre, 2000  | Socorro              | LINEAR        |
| 88173 - | 2000 XH29              | 4 de desembre, 2000  | Socorro              | LINEAR        |
| 88174 - | 2000 XQ29              | 4 de desembre, 2000  | Socorro              | LINEAR        |
| 88175 - | 2000 XL31              | 4 de desembre, 2000  | Socorro              | LINEAR        |
| 88176 - | 2000 XP31              | 4 de desembre, 2000  | Socorro              | LINEAR        |
| 88177 - | 2000 XW31              | 4 de desembre, 2000  | Socorro              | LINEAR        |
| 88178 - | 2000 XQ32              | 4 de desembre, 2000  | Socorro              | LINEAR        |
| 88179 - | 2000 XU33              | 4 de desembre, 2000  | Socorro              | LINEAR        |
| 88180 - | 2000 XY35              | 5 de desembre, 2000  | Socorro              | LINEAR        |
| 88181 - | 2000 XT36              | 5 de desembre, 2000  | Socorro              | LINEAR        |
| 88182 - | 2000 XH37              | 5 de desembre, 2000  | Socorro              | LINEAR        |
| 88183 - | 2000 XX40              | 5 de desembre, 2000  | Socorro              | LINEAR        |
| 88184 - | 2000 XA42              | 5 de desembre, 2000  | Socorro              | LINEAR        |
| 88185 - | 2000 XD42              | 5 de desembre, 2000  | Socorro              | LINEAR        |
| 88186 - | 2000 XF42              | 5 de desembre, 2000  | Socorro              | LINEAR        |
| 88187 - | 2000 XZ42              | 5 de desembre, 2000  | Socorro              | LINEAR        |
| 88188 - | 2000 XH44              | 5 de desembre, 2000  | Socorro              | LINEAR        |
| 88189 - | 2000 XJ53              | 6 de desembre, 2000  | Socorro              | LINEAR        |
| 88190 - | 2000 YH18              | 20 de desembre, 2000 | Socorro              | LINEAR        |
| 88191 - | 2000 YK21              | 30 de desembre, 2000 | Haleakala            | NEAT          |
| 88192 - | 2000 YT35              | 30 de desembre, 2000 | Socorro              | LINEAR        |
| 88193 - | 2000 YJ42              | 30 de desembre, 2000 | Socorro              | LINEAR        |
| 88194 - | 2000 YE45              | 30 de desembre, 2000 | Socorro              | LINEAR        |
| 88195 - | 2000 YV45              | 30 de desembre, 2000 | Socorro              | LINEAR        |
| 88196 - | 2000 YO65              | 16 de desembre, 2000 | Kitt Peak            | Spacewatch    |
| 88197 - | 2000 YY68              | 28 de desembre, 2000 | Socorro              | LINEAR        |
| 88198 - | 2000 YU70              | 30 de desembre, 2000 | Socorro              | LINEAR        |
| 88199 - | 2000 YQ73              | 30 de desembre, 2000 | Socorro              | LINEAR        |
| 88200 - | 2000 YR78              | 30 de desembre, 2000 | Socorro              | LINEAR        |